# Сакака
Сакака (араб. سكاكا) — місто в Саудівській Аравії, центр адміністративного округу Ель-Джауф. Населення — 135 000 чоловік (за оцінкою 2009 року).

## Географія
Місто Сакака знаходиться на півночі країни, в оазі, оточеній з усіх боків пустелею Великий Нефуд. Розташоване на висоті 564 м над рівнем моря.

### Клімат
| Клімат Сакаки (1985–2010)               | Клімат Сакаки (1985–2010) | Клімат Сакаки (1985–2010) | Клімат Сакаки (1985–2010) | Клімат Сакаки (1985–2010) | Клімат Сакаки (1985–2010) | Клімат Сакаки (1985–2010) | Клімат Сакаки (1985–2010) | Клімат Сакаки (1985–2010) | Клімат Сакаки (1985–2010) | Клімат Сакаки (1985–2010) | Клімат Сакаки (1985–2010) | Клімат Сакаки (1985–2010) | Клімат Сакаки (1985–2010) |
| Показник                                | Січ.                      | Лют.                      | Бер.                      | Квіт.                     | Трав.                     | Черв.                     | Лип.                      | Серп.                     | Вер.                      | Жовт.                     | Лист.                     | Груд.                     | Рік                       |
| Абсолютний максимум, °C                 | 30,3                      | 32,6                      | 36,3                      | 40,4                      | 42,6                      | 45,0                      | 47,0                      | 46,7                      | 45,2                      | 40,2                      | 40,4                      | 30,0                      | 47,0                      |
| Середній максимум, °C                   | 15,7                      | 18,4                      | 23,0                      | 29,1                      | 34,2                      | 38,3                      | 39,9                      | 40,7                      | 37,7                      | 31,8                      | 23,7                      | 17,6                      | 29,2                      |
| Середня температура, °C                 | 9,7                       | 12,1                      | 16,4                      | 22,3                      | 27,4                      | 31,2                      | 32,8                      | 33,4                      | 30,3                      | 24,7                      | 17,2                      | 11,4                      | 22,4                      |
| Середній мінімум, °C                    | 3,9                       | 5,7                       | 9,3                       | 14,6                      | 19,6                      | 22,7                      | 24,4                      | 24,9                      | 21,9                      | 17,4                      | 10,9                      | 5,6                       | 15,1                      |
| Абсолютний мінімум, °C                  | −6                        | −7                        | 0,0                       | 1,0                       | 11,0                      | 15,0                      | 17,0                      | 18,8                      | 2,0                       | 9,0                       | −1,4                      | −4,4                      | −7                        |
| Норма опадів, мм                        | 13.2                      | 6.4                       | 5.9                       | 5.0                       | 1.8                       | 0.0                       | 0.0                       | 0.1                       | 0.6                       | 6.5                       | 7.2                       | 9.6                       | 56.3                      |
| Днів з опадами                          | 6,5                       | 4,9                       | 4,6                       | 3,0                       | 1,7                       | 0,0                       | 0,0                       | 0,2                       | 0,6                       | 4,0                       | 4,2                       | 3,9                       | 33,6                      |
| Вологість повітря, %                    | 57                        | 45                        | 35                        | 27                        | 19                        | 15                        | 16                        | 16                        | 19                        | 28                        | 41                        | 53                        | 31                        |
| --------------------------------------- | ------------------------- | ------------------------- | ------------------------- | ------------------------- | ------------------------- | ------------------------- | ------------------------- | ------------------------- | ------------------------- | ------------------------- | ------------------------- | ------------------------- | ------------------------- |
| Джерело: Jeddah Regional Climate Center |                           |                           |                           |                           |                           |                           |                           |                           |                           |                           |                           |                           |                           |

## Історія

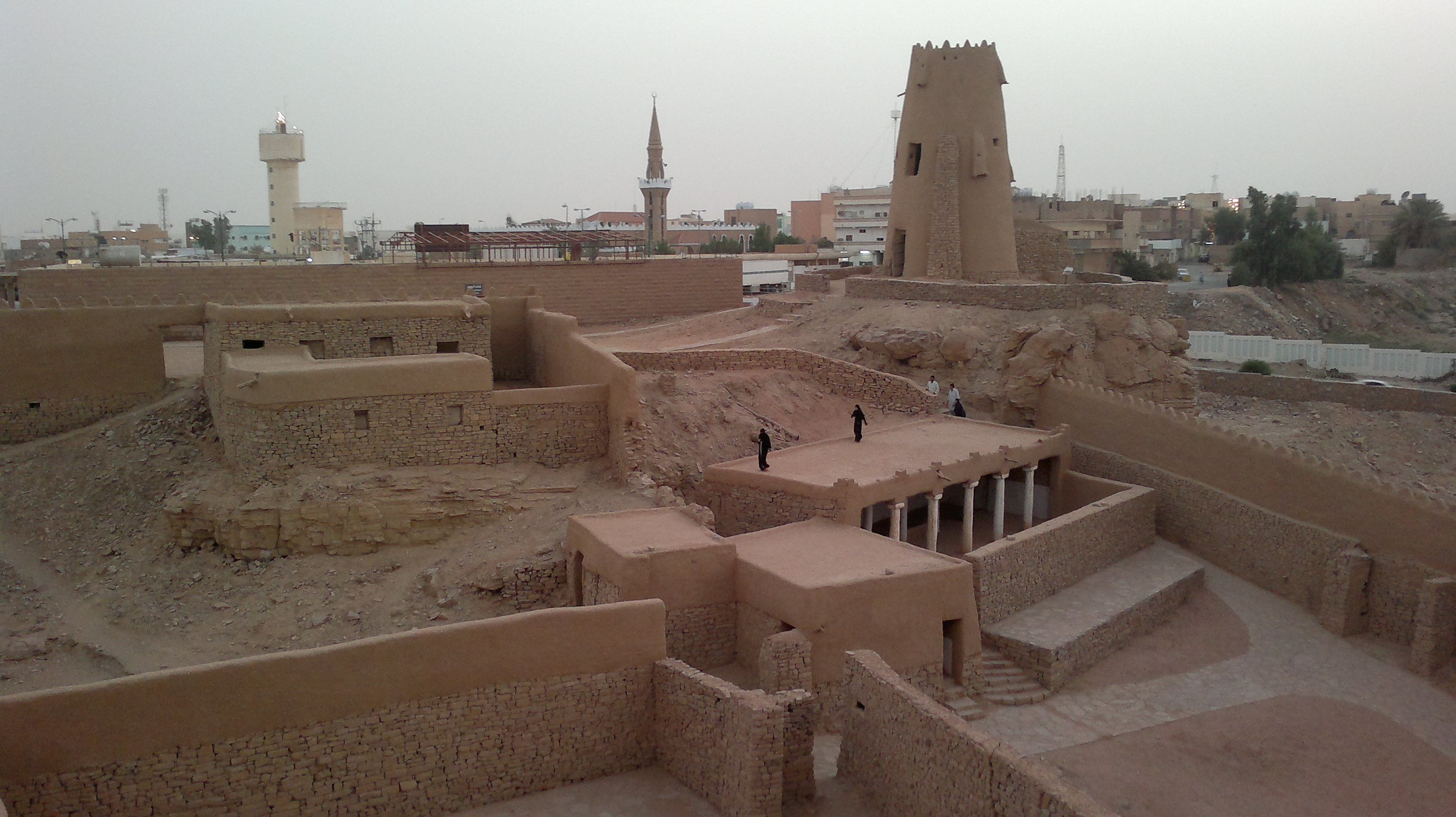
Фортеця

Перші стоянки людини з'явилися тут понад 4000 років тому. Поруч з містом знаходиться Ар-Раджаджіль — мегалітичні споруди стародавніх мешканців тутешніх місць.
У місті збереглася фортеця Каср Заабель, побудована в XIX столітті.

## Економіка
Основу економіки Сакаки складає сільське господарство, а саме вирощування фініків та оливок в оазі. За 30 км на південь від міста знаходиться аеропорт, приймає рейси місцевих авіаліній.